# Couvent Saint-François de Paris
Pour les articles homonymes, voir Couvent Saint-François.
Le couvent Saint-François ou couvent de la rue Marie-Rose est un couvent de franciscains situé au 7, rue Marie-Rose dans le 14e arrondissement de Paris.

## Histoire
Les Frères mineurs (franciscains) revinrent s'établir en France après la guerre de 1914-1918. Ils en avaient été expulsés après la Loi de séparation de l’Église et de l’État de 1905, comme la plupart des religieux. À Paris, ils s'établirent d'abord rue des Fourneaux, puis rue Beaunier, dans le 14e arrondissement. En 1923, ils firent l'acquisition d'un terrain sis dans le « Petit-Montrouge », entre la rue Sarrette, la rue Marie-Rose et la rue de la Voie-Verte. En 1933, ils décidèrent d'y construire leur couvent provincial, siège de la Province de Paris. 
Construit en brique entre 1934 et 1935 par les architectes Victor Blavette, Paul Gélis et Louis-Jean Hulot, en suivant l'inspiration de Dom Bellot, architecte bénédictin qui inspirait alors un renouveau de l'art religieux, le couvent fut inauguré en 1936, et abrita dès lors une communauté de religieux voués à l'apostolat en France, aux missions étrangères et à l'accueil de religieux étrangers résidant à Paris pour leurs études. 
En 2013, les diverses provinces franciscaines de France et de Belgique francophone se réunirent en une seule nouvelle province dont le siège demeure à Paris. Une partie du couvent est ouverte au public, en particulier la chapelle remarquable, dont les verrières sont d'André Pierre, Pierre Villette et Claude Malespine,.
À la fin de l'occupation allemande, le père Corentin Cloarec (1894-1944), aumônier des « résistants de la place Denfert-Rochereau », y fut assassiné le 28 juin 1944 par des membres de la Gestapo. En 1945, une voie voisine, la rue du Père-Corentin, a pris son nom.
Depuis le 22 octobre 2007, le couvent est partiellement inscrit (chapelle, décor intérieur, escalier, vestibule et cloître) au titre des monuments historiques.

Chapelle Saint-François
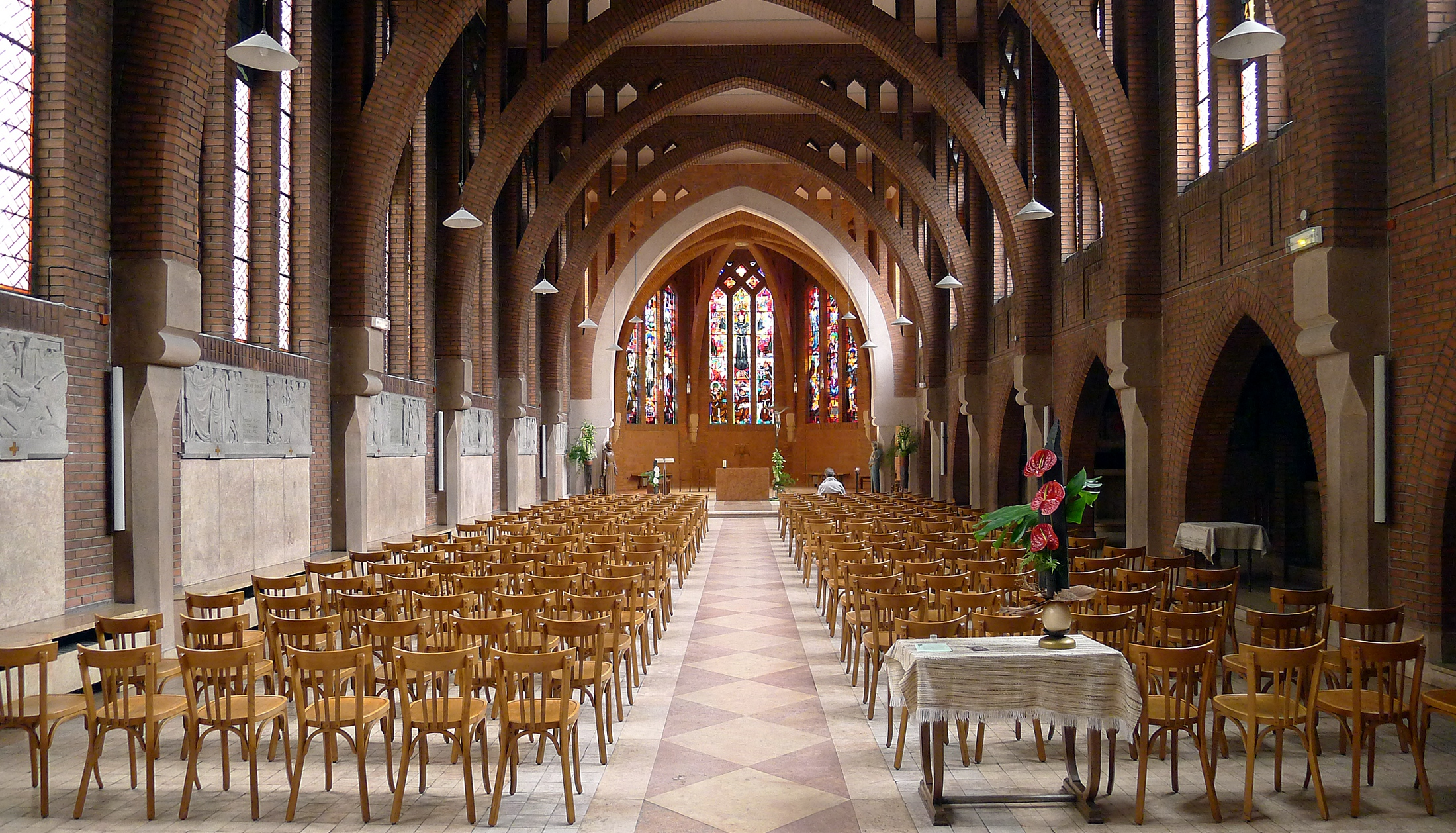
Nef.
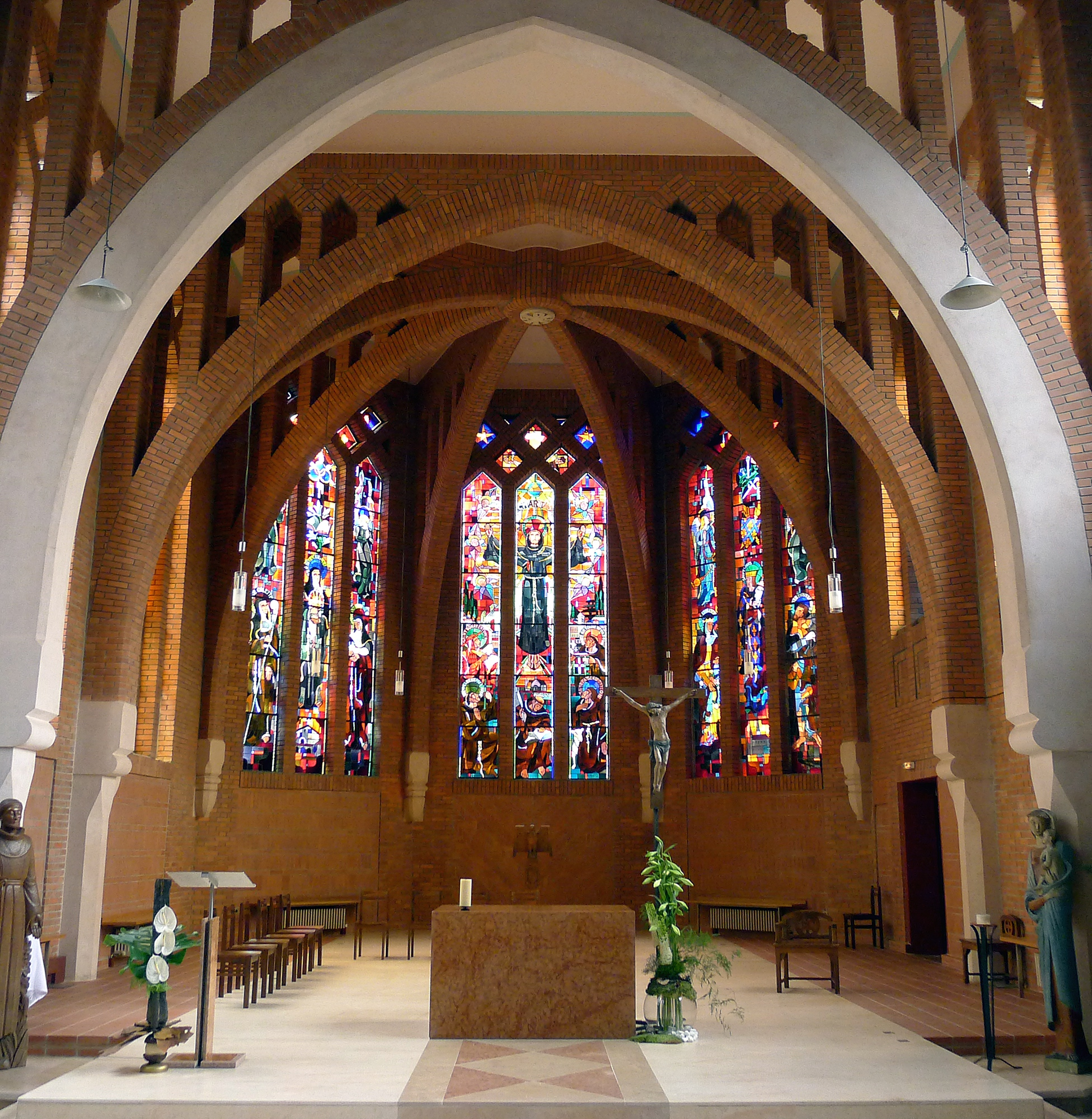
Chœur.
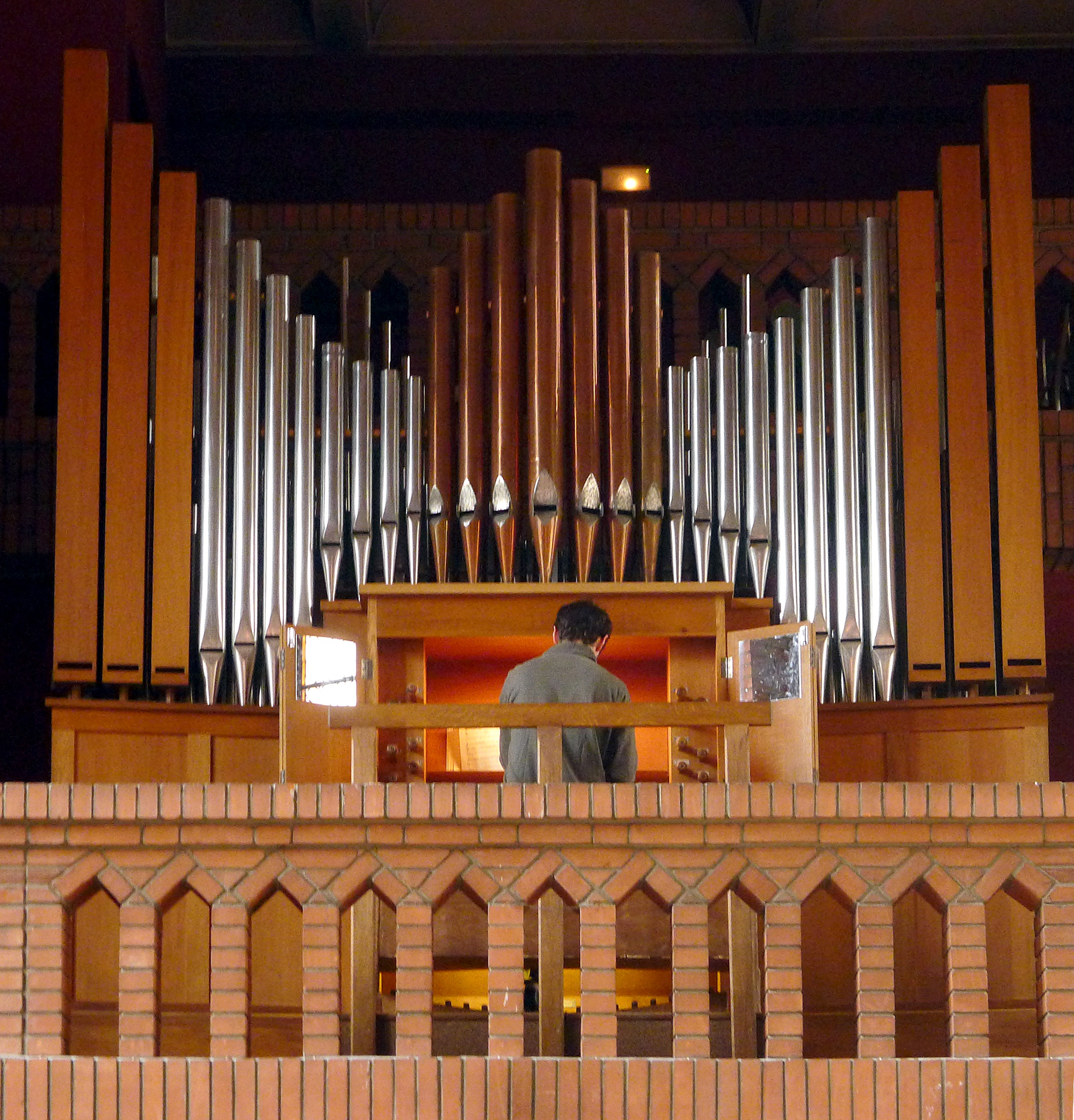
Orgue de tribune.

### Articles liés
- Ordre des Frères mineurs
- Liste des monuments historiques du 14e arrondissement de Paris
- Liste des édifices religieux de Paris